# Canton de Nasbinals
Le canton de Nasbinals était une division administrative française, située dans le département de la Lozère et la région Languedoc-Roussillon.

## Composition
| Nom                   | Code Insee | Intercommunalité                 | Superficie (km2) | Population (dernière pop. légale) | Densité (hab./km2) |
| --------------------- | ---------- | -------------------------------- | ---------------- | --------------------------------- | ------------------ |
| Nasbinals (chef-lieu) | 48104      | CC des Hautes Terres de l'Aubrac | 63,34            | 513 (2014)                        | 8,1                |
| Grandvals             | 48071      | CC des Hautes Terres de l'Aubrac | 12,84            | 77 (2014)                         | 6                  |
| Malbouzon             | 48087      | CC de l'Aubrac Lozérien          | 14,26            | 129 (2014)                        | 9                  |
| Marchastel            | 48091      | CC des Hautes Terres de l'Aubrac | 34,87            | 61 (2014)                         | 1,7                |
| Prinsuéjols           | 48120      | CC de l'Aubrac Lozérien          | 42,96            | 154 (2014)                        | 3,6                |
| Recoules-d'Aubrac     | 48123      | CC des Hautes Terres de l'Aubrac | 26,55            | 197 (2014)                        | 7,4                |

## Géographie
Ce canton est organisé autour de Nasbinals, dans l'arrondissement de Mende. Son altitude varie de 1018 m (Grandvals) à 1386 m (Nasbinals).

## Démographie
| 1962  | 1968  | 1975  | 1982  | 1990  | 1999  | 2006  | 2011  | 2012  |
| ----- | ----- | ----- | ----- | ----- | ----- | ----- | ----- | ----- |
| 1 922 | 1 836 | 1 679 | 1 485 | 1 311 | 1 264 | 1 267 | 1 201 | 1 173 |

## Représentation
Sources : Annuaires du département de la Lozère. https://gallica.bnf.fr/ark:/12148/cb326955871/date

### Conseillers généraux de 1833 à 2015
| Période | Période             | Identité                                                                    | Étiquette        | Qualité |
| ------- | ------------------- | --------------------------------------------------------------------------- | ---------------- | --- |
| 1833    | 1842 (décès)        | Baron Auguste Aimé de Framond                                               |                  | Maire d'Antrenas |
| 1842    | 7 oct. 1885 (décès) | Baron puis Vicomte Alfred de Framond (1821-1885, fils d'Auguste de Framond) | Droite           | Propriétaire à Marvejols et à Antrenas Maire d'Antrenas (1846-1848 et 1848-1863) Maire de Nasbinals (1883-1885)              |
| 1886    | 1898                | Michel Dejean                                                               | Droite           | Docteur-médecin à Chaudes-Aigues (Cantal) Maire de Nasbinals (1885-1888)                                                     |
| 1898    | 1909 (décès)        | Edouard Richard                                                             | Républicain      | Propriétaire - Maire de Nasbinals (1893-1910)                                                                                |
| 1909    | 1922                | Emmanuel de Las Cases                                                       | Conservateur PDP | Avocat Propriétaire du château de La Baume (près de Marvejols) Sénateur (1903-1933) Président du Conseil Général (1910-1922) |
| 1922    | 1940                | Jean-Pierre Remize                                                          | Rad.ind.         | Médecin à Nasbinals Nommé conseiller départemental en 1942                                                                   |
|         |                     |                                                                             |                  | |
| 1945    | 1967                | Jean-Pierre Remize                                                          | Rad.             | Médecin à Nasbinals Président du Conseil général (1955-1967)                                                                 |
| 1967    | 1996 (décès)        | André Aldebert (1924-1996)                                                  | DVD              | Médecin à Nasbinals |
| 1996    | 2011                | Pierre Aldebert (fils du précédent)                                         | DVD              | Médecin oto-rhino-laryngologiste Maire de Nasbinals (1989-2008)                                                              |
| 2011    | 2015                | Jean Aldebert                                                               | DVD              | Kinésithérapeute à Nasbinals                                                                                                 |

### Conseillers d'arrondissement (de 1833 à 1940)
Le canton de Nasbinals appartenait à l'arrondissement de Marvejols jusqu'à sa disparition en 1926.
| Période                                  | Période      | Identité                          | Étiquette | Qualité |
| ---------------------------------------- | ------------ | --------------------------------- | --------- | --- |
| 1833                                     | 1839         | Étienne Valette (1770-1847)       |           | Propriétaire et négociant à Nasbinals, ancien notaire, ancien juge de paix                                  |
| 1839                                     | 1842 (décès) | Jean Martin Laporte (1806-1842)   |           | Notaire à Nasbinals                                                                                         |
| 1842                                     | 1848         | M. Charrier                       |           | Propriétaire à Nasbinals et à Marvejols                                                                     |
|                                          |              |                                   |           | |
| 1852                                     | 1866         | Jean-Baptiste Dejean              |           | Juge de paix à Nasbinals                                                                                    |
| 1866                                     | 1871         | Dominique Breschet (1812-1872)    |           | Notaire, maire de Nasbinals (1863-1870)                                                                     |
| 1871                                     | 1901         | Pierre-Antoine Saltel (1843-1926) |           | Maire de Marchastel                                                                                         |
| 1901                                     | 1905 (décès) | Odilon Valentin (1849-1905)       |           | Huissier à Nasbinals                                                                                        |
| 1905                                     | 1925         | Alphonse Bergounhon               | Droite    | Propriétaire et négociant à Nasbinals                                                                       |
| 1925                                     | 1940         | Joachim Valette                   | Droite    | Maire de Recoules-d'Aubrac                                                                                  |
| 1940                                     |              |                                   |           | Les conseils d'arrondissement ont été suspendus par la loi du 12 octobre 1940 et n'ont jamais été réactivés |
| Les données manquantes sont à compléter. |              |                                   |           | |